# Sanguinheira
Sanguinheira is een plaats (freguesia) in de Portugese gemeente Cantanhede en telt 2 158 inwoners (2001). Sinds 2000 wordt Sanguinheira beschouwd als de farinheira-hoofdstad.